# リアリティ番組

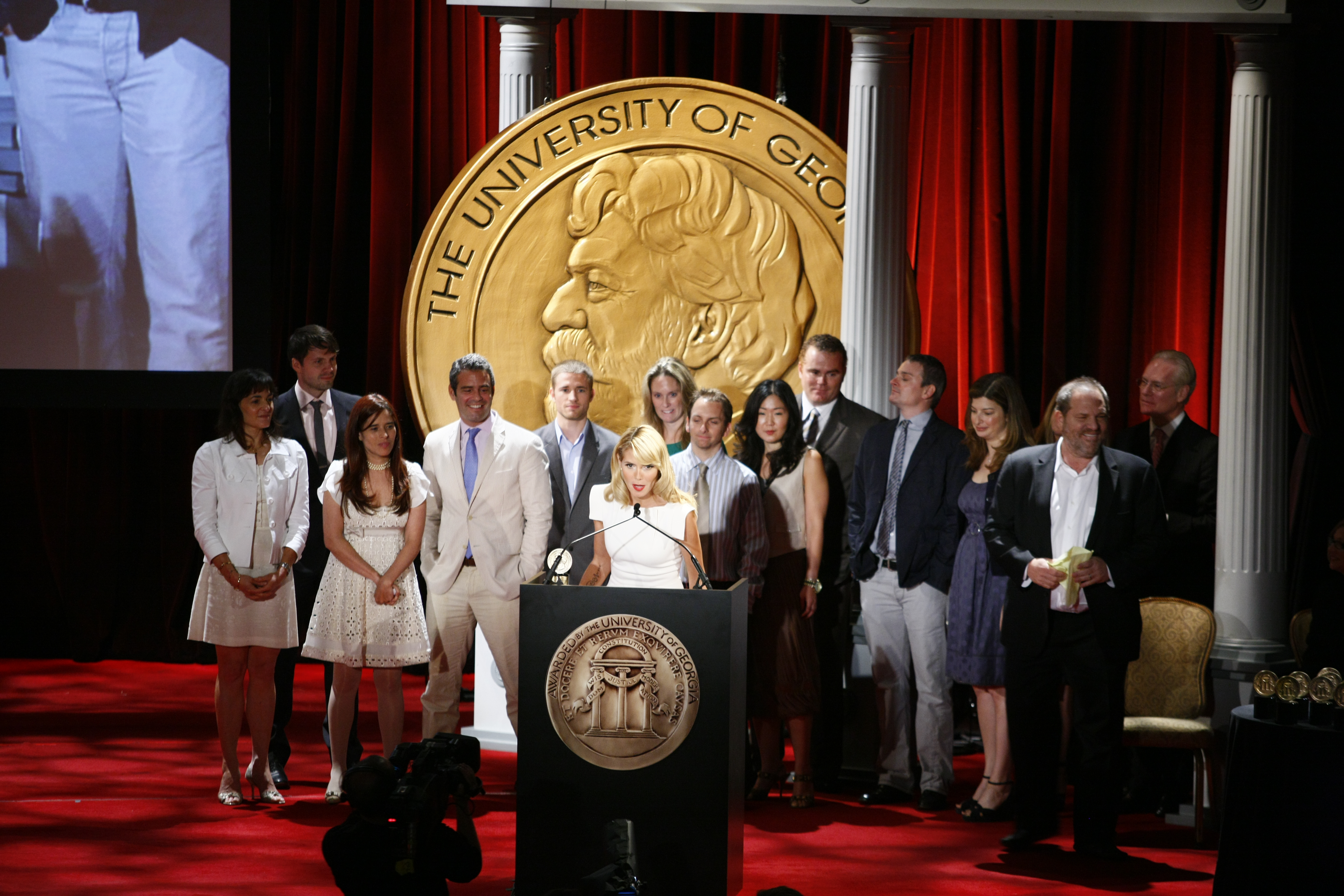
ファッションデザイナーをテーマとするリアリティ番組『プロジェクト・ランウェイ』の出演者、スタッフ（司会のハイディ・クルムとティム・ガン、製作者のハーヴェイ・ワインスタインほか）。第67回ピーボディ賞授賞式の午餐会会場にて（2008年）

リアリティ番組（リアリティばんぐみ、リアリティショー、Reality television）とは、事前の台本がない、現実に起こっている予測不可能で困難な状況に、よく知られたプロの俳優などではない一般人出演者たち（無名の芸能人なども含む）が直面するありさまを、ドキュメンタリーやドラマのように楽しめると謳ったテレビ番組のジャンル。視聴者が参加する双方向番組の一種で、1990年代末以降、世界各地のテレビを席巻する人気を博している。多くは「演技や台本ややらせのない出演者の行動をカメラが追う形式のテレビ番組」であるとしているが、演技・台本・やらせのある「リアリティ風番組」であるケースも含まれる。

## 概要
90年代末の世界各地での大ヒット以降、従来型の視聴参加型のクイズ番組やバラエティ番組もリアリティ番組を名乗るようになったため、現在は非常に意味が拡散した言葉となっている。視聴者参加型のクイズ番組・トーク番組・ゲーム番組・恋愛バラエティ番組をはじめ、視聴者から選ばれた代表を孤島や旅先に隔離してカメラで監視したり、毎週課題を与え最後の一人になるまで勝ち抜きさせたりするものまで、さまざまな種類のものがある。これらの番組の多くは、固定カメラや隠しカメラ、手持ちカメラなどといったドキュメンタリー番組の撮影手法を用いて出演者に密着し、独特の臨場感を視聴者に与え、撮影対象となる出演者のドラマを「本物らしく」見せる事を売りとしている。
番組の焦点は、参加している一般人同士のメロドラマ的人間関係や恋愛・苦闘であり、視聴者はこれを楽しむだけでなく電話投票などで彼らに対し審判を下すこともある。

## 起源
その起源は、1948年のアレン・フントによる『キャンディード・カメラ』（en:Candid Camera、『どっきりカメラ』の元祖）など、一般人の即興的で意外な反応を楽しむテレビ番組にまでさかのぼる。こうした、練られた脚本や俳優の演技よりも面白い一般人のリアクションに焦点を当てた番組は、1960年代から1980年代にかけてヨーロッパ、日本、アメリカなど世界各地で製作されていた。今日的な愛憎や恋愛を題材にしたリアリティ番組は、PBSで1973年に放送された、離婚寸前の核家族に密着した『アメリカン・ファミリー』(An American Family)が最初とされる。この番組は、理想的な家庭が離婚へと向かう緊張感、ゲイであることを告白する長男、アメリカ人の家族に対する価値観が変わりゆくさまをとらえて大きな反響を呼び起こした。
一般のテレビドキュメンタリーやトーク番組にもリアリティ番組的な要素が入るようになった。1960年代から1970年代にかけて、チャック・バリス（Chuck Barris）のプロデュースによる『デート・ゲーム』（The Dating Game）、『新婚ゲーム』（The Newlywed Game）、『ザ・ゴングショー』など、ゲームで勝ち抜くために自分のプライバシーや尊厳も犠牲にする視聴者が登場する視聴者参加ゲーム番組が全米で人気を博した。1989年放送開始の警官密着型番組『コップス（COPS）』は、警官の日常や、逮捕され抵抗する犯人といったシーンが人気を集めたが、これらは一般人である警官や犯人のインパクトの強さも話題となった。またカムコーダやシネマ・ヴェリテ(Cinéma vérité)的な手法を使って、警官たちの日常シーンや逮捕シーンなどの臨場感を高めていた。1991年放送開始のトーク番組、『ジェリー・スプリンガー・ショー』(The Jerry Springer Show)はレッドネックなど貧困家庭の出演者が司会者ジェリー・スプリンガーや視聴者の前で家族の恥部をさらしケンカを始める様が評判を呼び、視聴者に他人の人生を覗き見る衝撃や快感を与えた。

## リアリティ番組のフォーマット
完全に一般人に焦点をあわせたリアリティ番組は1990年代に世界各地で放送開始された。アメリカでは、1992年にMTVで、視聴者から募った数人の若者が一軒家で共同生活するさまを隠しカメラで数ヶ月にわたり追った『リアル・ワールド』が放送開始された。オーディションで選ばれた視聴者、限られた場所・限られた期間での生活、時々挿入される参加者へのインタビュー（この生活に対する感想、人間関係や他の参加者に対する感想など）、といったフォーマットは後の世界中のリアリティ番組の基礎となり、1990年代末から2000年代にかけてリアリティ番組が山のように生み出されるきっかけとなった。
こうした番組の中にはイギリスやオランダなどヨーロッパで最初に放送され、その後フォーマットがアメリカを経由して世界に販売されたものも多い。

### リアリティ番組の類型
さまざまなリアリティ番組をいくつかの類型にまとめる提案や試みには、以下のようなものがある。
- 2006年の研究における6類型：ロマンス、犯罪、情報、リアリティ=ドラマ、競争ゲーム、才能[3]
- 2007年の研究における5類型：情報娯楽番組（infotainment）、ドキュメントメロドラマ（docusoap）、ライフスタイル番組、ゲーム番組, ライフスタイル実験番組[4]
- 2009年の研究における8類型：ゲームドキュメンタリー（"gamedocs"）、デート番組、メイクオーバー番組、ドキュメントメロドラマ、才能コンテスト、法廷番組、リアリティ・シットコム、これらの類型に有名芸能人を出すもの[5]

その他、リアリティ番組を2つのタイプに分ける分類もある。ひとつは一般人などの日常生活に密着し、何の飾りもない本物の生活を記録した（と称する）もの、そして参加者をゲームやコンテストや生活改善など、普段の生活と違う全く新しい環境におくものである。2003年の論文で、エリザベス・クラウスとステファニー・リュッケは前者を「ドキュソープ」（ドキュメントメロドラマ、"docusoaps"）と呼び、物語的現実（"narrative reality"）から構成されるとする。後者は「リアリティ・ソープ」（"reality soaps"）と呼び、遂行的現実（"performative reality"）から構成されるとする。2014年以来、プライムタイム・エミー賞はリアリティ番組に対してこれと同様の分類を行っている。前者は「構成のないリアリティ番組（Unstructured Reality Program, 入念に構成された一貫したテンプレートやルールなどが存在せず、登場人物の行動により突き動かされるストーリー要素を含むもの）」部門、後者は「構成のあるリアリティ番組（Structured Reality Program, 繰り返し使われ構築される番組テンプレートやルールに従うことによって生じるストーリー要素を含むもの）」部門であり、そのほかに「リアリティ・コンペティション」部門（Reality-Competition Program, リアリティ番組の中でも「視聴者対抗勝ち抜きゲーム」の要素が強いもの、後に単にコンペティション部門へと改名）を置く。

### 構成されたリアリティ

#### 変身・メイクオーバー・リノベーション
1996年、イギリスで放送された『チェンジング・ルーム』(Changing Rooms)はカップルが互いの部屋を改造するもので、視聴者の容姿をおしゃれに変身（メイクオーバー）させるリアリティ番組や、部屋や建物のリノベーションを行うリアリティ番組のさきがけとなった。2003年から放送された『クィア・アイ』は、それぞれの得意分野を持つ5人のゲイ男性が視聴者の外見だけでなく内面に至るまで改造してゆく人気番組であった。
国内ではリアリティ番組と銘打たれていないものの『B.C.ビューティー・コロシアム』や『大改造!!劇的ビフォーアフター』などがある。
ある研究では、リアリティ番組をより多く見ると答えた実験参加者は、あまり見ないと答えた参加者に比べ、整形手術を受けたいと答える割合が高かったという。

#### 特殊な環境への隔離
1997年、スウェーデンで放送された『エクスペディション・ロビンソン（ロビンソン遠征隊）』(Expedition Robinson)は視聴者から選ばれたメンバーが孤島でサバイバルするという内容で、『リアル・ワールド』が完成させたリアリティ番組のフォーマットに「生き残り」（毎回一人ずつ脱落し、最後に一人が勝ち残る）という要素を追加して人気番組となった。また、後に世界各地にこのフォーマットが販売され『サバイバー』として放送された。
1999年、オランダで放送された『ビッグ・ブラザー』は完全に外部から隔離され、すべての場所にカメラとマイクが仕掛けられた家に十数人の男女を3ヶ月入れるというもので、彼らの生活はケンカやセックス、互いの脱落させ合いに至るまですべてが収録される極端なものである。これも世界中にフォーマットが販売され、オランダの制作会社エンデモルはこのヒットをきっかけに世界各国でリアリティ番組を制作する大手企業となった。

#### スター育成
2001年にはイギリスで『ポップアイドル』という視聴者勝ち抜き型歌手育成番組が作られた。これは予選を勝ち抜いた参加者に徹底的なトレーニングを施し、視聴者の判断で一人ずつ脱落させつつ最後には一人のスターを生み出すというもので、世界各地にフォーマット販売されたり（アイドルシリーズ）参考にした番組が製作されたりした。たとえばアメリカの『アメリカン・アイドル』、中国の『超級女声』などは国民的関心を集める怪物番組となっている。101人のアイドル練習生をプロデューサー（視聴者）が投票で選抜して最終的にボーイズグループやガールズグループを生み出すという韓国の『PRODUCE 101』も社会的にブームを巻き起こし、日本や中国にフォーマットが輸出された。
この派生系として、スーパーモデル育成番組、ファッションデザイナー育成番組、スポーツ選手育成番組、コメディアン育成番組、子役スター育成番組、シェフ育成番組、ドナルド・トランプ指導による経営者育成番組『アプレンティス』なども誕生している。

#### 投資・ビジネス
2001年に日本テレビで放送開始された『¥マネーの虎』は、視聴者が自分の起業アイデアを大物起業家に紹介し、絶賛されて投資を勝ち取ったり罵倒されて追い返されたりする形式の番組で、後に『ドラゴンズ・デン』や『シャーク・タンク』などのタイトルで世界50か国以上にフォーマット販売され、ビジネス系のリアリティ番組としては世界最多の展開国数となっている。シェフがレストランのアイデアを紹介して料理をふるまい、投資家たちが判断を下す『レストラン・スタートアップ』や、芸術家が自分の作品を紹介し、審査員が承認したものは有名会場で個展を開くという『ショウ・ミー・ザ・モネ』など、視聴者へ夢をかなえる機会を提供するというリアリティ番組も登場した。
うまくいっていない個人経営の店などが、視聴者の前で惨状を晒しつつ、ビジネスのプロの指導を受けて経営を改善させようという番組の例には、『ウィー・ミーン・ビジネス』や『ザ・プロフィット』などがある。分野を絞った『レストラン・メイクオーバー』や『悪夢のキッチン』（Ramsay's Kitchen Nightmares）、『バー・レスキュー』、『ホテル・ヘル』などの例もある。日本では同様の番組に、1998年に放送開始された『愛の貧乏脱出大作戦』がある。

### 構成のないドキュメンタリー
リアリティ番組には、まるで自分が、日々の生活を送る男女らや職業人に密着し、受動的な観察者として追っているかのような感覚に陥らせる撮影方法や編集方法をとるものがある。こうした撮影は、壁の上のハエの視点などと呼ばれることがある。番組中の「あらすじ（プロット）」は全く意図的な構成のないものではなく、登場人物の置かれる状況があらかじめ計画されていたり、編集によって物語が作られることがあり、その結果、ソープオペラ（メロドラマ）に番組が似ることになる。それゆえ、「ドキュドラマ」や「ドキュソープ」とも呼ばれる。視聴者は登場人物の本物のプライベートを覗き見るような感覚を与えられる。

#### ソープオペラスタイル/恋愛リアリティ番組
意図的にメロドラマに構成や外見が似るようなリアリティ番組が多数存在し、海外では「ドキュソープ」と呼ばれる。これらは関係の緊密な人々（視聴者から公募することもあれば、最初から特定の集団が紹介されることもある）の間の友情やロマンチックな関係の移ろいに焦点を当てる。このジャンルで特に影響力の大きな番組には、2004年から2006年までMTVで放送された『ラグナ・ビーチ』がある。副題に『ほんとうのオレンジ・カウンティ』とつけられたこの番組は、カリフォルニア州オレンジカウンティの若者の華やかな生活を描いた2003年開始のティーンドラマ『The O.C.』を模倣・再現しようとしたものである。『ラグナ・ビーチ』は複数台のカメラを駆使した高品質な撮影や照明、登場人物本人が画面の中で話すのではなく画面の外側で語るボイスオーバー・ナレーションの採用などで、従来のリアリティ番組よりも映画的な雰囲気を実現した。『ラグナ・ビーチ』は、スピンオフの『The Hills』を生み出すほか、世界各国で同様の番組が多数制作され、恋愛リアリティ番組の隆盛をもたらした。
また、2006年に始まった『リアル・ハウスワイヴス・オブ・オレンジ・カウンティ』に始まった「リアル・ハウスワイヴス」シリーズは、一般人であるリッチな主婦たちのメロドラマ的な人間関係や華やかな生活を描いて人気を博したが、これも2004年に放送開始された人気テレビドラマ『デスパレートな妻たち』のリアリティ番組版ともいえる。
映像が映画のようによくできていることから、これらの番組には事前に「指導」や「筋書き」があることをしばしば指摘・非難される。イギリスのリアリティ番組『気まぐれONLY WAY』（ジ・オンリー・ウェイ・イズ・エセックス）のプロデューサーは、参加者に対して場面場面でより感情を引き出すような方法を指導していることを認めているが、番組の展開自体はリアルだと主張している。

#### 特殊な職業
警察・消防・救急など緊急性の高い職に密着した番組は低予算で非日常的な映像を撮ることが出来るため、『全米警察24時 コップス』のようなドキュメンタリーに近いものから、ゲスト出演者に数日間現場を体験させその様子を撮影するなど、様々なパターンが製作された。日本でも『警察24時』が人気となっている。
実際の弁護士事務所を舞台に法律相談や法廷での対決を撮影するもの、若い弁護士が実際の事件を使って優劣を競う勝ち抜き形式（『The Law Firm』）などの法廷リアリティ番組も製作されている。
僻地の運送業者（アイスロード・トラッカーズ）、漁師（『ベーリング海の一攫千金』）など、人目に触れない仕事に従事する者に密着する番組も、人間関係や競争要素をクローズアップするなどリアリティ要素を取り入れている。

#### 下位文化
主流の文化に対する下位文化（サブカルチャー、少数派の文化）をもつ人々に密着し、主流文化に属する人々を啓蒙したり好奇心を満たしたりするようなドキュメンタリースタイルのリアリティ番組もある。
たとえば障害者や難病患者に密着したものとしては、車いす生活の若い女性たちに密着した『プッシュガールズ』や家族のほとんどが小人症という一家に密着した『リトルピープル、ビッグワールド』、身体障害や発達障害や学習障害の人々の参加するデート番組『アンデータブルズ』などがある。ダウン症の若い男女7人の仕事や恋愛に密着した『Born This Way』は2015年に放送されると翌年のプライムタイム・エミー賞の「構成のないリアリティ」部門で受賞した。
民族的・宗教的少数派に密着した番組には、レバノン系アメリカ人のムスリム家庭に密着した『オールアメリカン・ムスリム』、モルモン教徒の一夫多妻制家庭に密着した『シスター・ワイヴス』、アーミッシュに密着した『ブレイキング・アーミッシュ』などがある。
また、社会の格差に焦点を当てるリアリティ番組もある。リッチな主婦に密着した『リアル・ハウスワイヴス』のシリーズには、逆に苦しい生活を送る主婦に密着したシリーズもある。若い芸能人を裕福な家庭に一時的に送り込み、無駄に豪華な成人式を体験させる『マイ・スーパー・スウィート・シックスティーン』や、逆に合衆国南部の農村部に送り込む『ダック・ダイナスティ』などが一例である。

#### 有名人の生活
リアリティ番組は出演料の安い、または不要な一般人が多数出演するものだったが、有名人の生の生活を覗き見る番組も登場した。たとえば2002年にMTVで放送開始された『オズボーンズ』は、オジー・オズボーンとその一家の生活を見せるものだった。2003年のFOXテレビによる『シンプルライフ』では、ハリウッドきってのパーティー好きセレブのパリス・ヒルトンとニコール・リッチーがゴージャスな生活とは無縁な農村や荒野へ旅して質素な生活を体験するもので、その奇天烈な反応が人気となった。『シンプル・ライフ』にも出演したモデルのキム・カーダシアンをはじめとするセレブ一家のカーダシアン家に密着した『カーダシアン家のお騒がせセレブライフ』（2007年）は2021年現在まで新シリーズが製作され続ける人気番組になった。
日本ではテレビ東京において放送された、俳優・山田孝之の日常を「ドキュメンタリードラマ」という手法で追いかけた『山田孝之の東京都北区赤羽』や『山田孝之のカンヌ映画祭』があげられる。

### その他
その他、欧米におけるリアリティ番組のバリエーションは、
- 恋愛・結婚・就職など視聴者の人生をかけてデートやスポーツや面接などに挑む勝ちぬきゲーム番組
- 視聴者や芸能人が本格的なスポーツやダンスなどに挑戦するゲーム番組
- 視聴者が相談を持ち込むトーク番組
- 視聴者が夫婦や身分をしばらくの間交換する社会実験番組
- 視聴者や芸能人に超常現象や心霊スポットを捜索させる超常現象番組
- 事件や事故に遭遇した被害者や家族本人が出演して事件を再現する実話再現番組
- 「億万長者とデートし一人だけが結婚できる」という名目で出演者を集めるが、億万長者として登場する人物の正体は貧乏人であったりするなど、番組の真の目的を知らない出演者の悪戦苦闘を司会者や視聴者が笑って楽しむ偽リアリティ番組

などの広がりを見せている。

## アメリカ
リアリティ後進国だったアメリカでは、出演者のセリフやリアクションなどがあらかじめ一字一句決められ、完全な演出の基に作られた番組が主流を占めていた。しかし1990年代後半頃から急速にキャッチアップを始め、今日では『アメージング・レース』、『アメリカン・アイドル』、『サバイバー』、『シンプルライフ』などの「視聴者参加・勝ち抜き戦」や「視聴者依頼番組」が主流にあり、拡大解釈して視聴者参加のクイズ番組『フー・ウォンツ・トゥ・ビー・ア・ミリオネア』や投稿ビデオ番組『アメリカズ・ファニエスト・ホーム・ヴィデオズ』(America's Funniest Home Videos) もリアリティ番組のうちに数えるようになった。
『サバイバー』、『スター・アカデミー』、『アイドルズ』、『Xファクター』、『ゴット・タレント』、『ダンシング・ウィズ・ザ・スターズ』、『トップ・モデル』、『マスターシェフ』といったリアリティ番組の人気シリーズは数十か国にフォーマットが販売され、世界各国版が制作されるなど国際的に成功を収めている。アメリカの場合だと4大ネットワークのプライムタイムに放送される番組の主だった部分がリアリティ番組に占められ、MTV、VH1、ヒストリー、E!、TLCなどといった音楽チャンネルや教育チャンネルまでもリアリティ番組に力を入れる状況になった。
専門業者に密着した番組でも、方針を巡って対立するシーンをクローズアップするなど、リアリティ要素を取り入れた番組も多く制作され、『アメ車カスタム専門 カウンティング・カーズ』などが人気となっている。
45代目アメリカ合衆国大統領のドナルド・トランプもリアリティ番組に出演していた時期があり、司会者として担当していた『アプレンティス』を視聴率競争の激しい地上波のプライムタイム枠にて14シーズン（約12年）もの間放送し、成功を収め、大統領への道を作った。
こうした番組が主流になった背景には、リアリティ番組はルールなどの「フォーマット」さえあれば、あとは脚本を練る手間も高いギャラの俳優を集める費用もかからず、一般人による濃い人間模様を見せて高い人気を得ることができることにある。ゲスト出演者は豪華になる傾向にあり、最終的に勝ち残った一般人には巨額の賞金が与えられることもあるが、これでもテレビドラマでの人気俳優の1シーズンあたりの出演料に比べれば安いものといえる。有料ケーブルテレビはCMの出稿減少や解約者の増加で製作費削減の圧力にさらされ、安価なリアリティ番組に頼るようになっている。2010年代に急速に台頭したNetflixなどの定額制動画配信サービスも、高品質なドラマや映画の製作に力を入れて話題を作る一方で、安価なリアリティ番組を多数製作することで契約者を増やすきっかけを作ろうとしている。

## 日本
日本のテレビ番組でリアリティ番組と位置づけられるのは、ドキュメントバラエティやヒューマンバラエティなどと称される種類のバラエティ番組だろう。本格的な欧米スタイルのリアリティ番組の先駆けとして、1992年放送開始の『進め!電波少年』（日本テレビ）が挙げられるほか、それ以前にも『アメリカ横断ウルトラクイズ』や『天才・たけしの元気が出るテレビ!!』（日本テレビ）等が、部分的に欧米スタイルのリアリティ番組の要素を取り入れている。それ以前の『どっきりカメラ』（日本テレビ）や『スターどっきり（秘）報告』（フジテレビ）なども、アメリカに元ネタのあるリアリティ番組の一種である。
1960年代から1980年代までの日本のバラエティ番組のフォーマットは、一部の例外を除き主に音楽番組やコント番組、コント主体の音楽バラエティ番組等が主流であったため、1980年代頃までは各局の看板番組や人気番組も、コント番組や音楽番組が中心であり、リアリティ番組は極一部を除いて、ほとんど放送されていなかった。
そのような状況の中で、1985年にはドキュメントバラエティの元祖とも言える、『天才・たけしの元気が出るテレビ!!』が放送され人気を博し、状況が変わり始める。
1990年代に入ると状況が更に一変する。1991年にフジテレビで放送を開始した、チャレンジ系バラエティ番組の元祖でもある『1or8』では、コントではなく過激なチャレンジ企画や、過酷なドキュメント企画をメインに放送し、翌年の1992年に日本テレビで放送を開始した『進め!電波少年』では、出演者の人権や安全を完全に無視した、過激なアポなし企画が大ヒットし、ドキュメント企画やチャレンジ企画中心のバラエティ番組が徐々に増え始めた。その後も、同局でドキュメント企画が中心の、『ウッチャンナンチャンのウリナリ!!』や『とんねるずの生でダラダラいかせて!!』が放送され、それらも日本テレビ黄金期を代表する人気・看板番組となった。以降、他局でもその流れに肖り、『めちゃ2イケてるッ!』『学校へ行こう!』『ASAYAN』『いきなり!黄金伝説。』等といった、ドキュメント企画やリアリティ企画が中心の番組が多数放送され、何れの番組も各局を代表する人気番組・看板番組となる等、ドキュメントバラエティやリアリティ番組が日本のテレビ界で大ブームとなり、1990年代後半から2000年代前半には人気のピークを迎えた。
時期を同じくして、2000年前後には各局で『ぷらちなロンドンブーツ』『学校へ行こう!』『ガチンコ!』『サバイバー』『あいのり』『シザーズリーグ』『マネーの虎』等の、素人出演番組もブームとなっており、特に『シザーズリーグ』出演者は「カリスマ美容師」と言われる社会現象的人気を博し、『学校へ行こう!』に出演した素人は芸能人並みの人気を得る状態にまでなっていた。しかし、こうした素人出演番組はやらせ問題や過剰演出も非常に多く、『愛する二人別れる二人』では出演者がやらせを指摘して自殺したことが問題となり、『シザーズリーグ』においては美容師の無免許が発覚し、『ガチンコ!』でも台本が発覚するなど、度重なる不祥事とやらせにより苦情も相次いだことや、更には2004年頃からの『エンタの神様』や『はねるのトびら』『笑いの金メダル』などのお笑い系番組のヒットで、こうした素人ブームは、プロのお笑い芸人による「お笑いブーム」と入れ替わる形で衰退していき、視聴者に飽きられ始めた2000年代後半頃には、素人主体のバラエティ番組はほとんど放送を終了した。
2000年代後半以降は、リーマンショックによる広告収入の減少やテレビ離れに加え、自主規制やコンプライアンスの強化等も加わり、1990年代後半から続く『踊る!さんま御殿!!』『ダウンタウンDX』や、2000年代から始まった『行列のできる相談所』『アメトーク』『しゃべくり007』といった、安価なトーク番組がバラエティ番組の主流となった。
近年の日本では、2009年に「雛壇芸人」が流行語大賞にノミネートされるなど、お笑いブームによって、出演料が安く視聴者と同じ地平にある若手タレントが大量に起用され、こうしたタレントや芸人のトークを補強するテロップなどの演出・編集技術が頻繁に使われるため、素人を出演させるメリットが少なくなり、視聴者参加型番組の減少が続いている。このため、日本国外のオリジナルのフォーマットそのままではなかなか人気を得づらく、演出方法を変更したり、視聴者ではなくタレントが出演するなど、日本特有の味付けがされている。
『進め!電波少年』の初期の頃は、番組の主旨が視聴者に完全に理解されず、まったくのドキュメンタリーと思いこむ視聴者も多かった。その後、『進め!電波少年』のヒッチハイク騒動の際に制作者サイドが「バラエティであり、ドキュメンタリーではない。演出は存在する」と公言したことや、『ガチンコ!』（TBS）での台本発覚や出演者の告発などにより、ようやく、リアリティ番組がドキュメンタリーではないことが一般に認知されるようになった。ただし、『ガチンコ!』の場合、制作者サイドは「番組はドキュメンタリーだが、ドキュメンタリーでも多少の演出はある」という言い方をしたため、問題は残った。なお、TBSの番組審議会や、BPOへの苦情に対しては、担当プロデューサーは、事実のドキュメントである旨しか回答していない。
ただし現在も「ドキュメンタリーと誤解されるような演出はすべきではない」と言う批判もあり、一方制作者サイドもドキュメンタリーと誤解されるような表現を使ったり、そのことから視聴者の一部が相変わらずドキュメンタリーと思いこんでいたりと、問題がないわけではない。やらせについては『どっきりカメラ』（日本テレビ）、『スターどっきり（秘）報告』（フジテレビ）と言った、古典的なドッキリ番組でもしばしば演出が行われていたことは、スタッフや当時の出演者の証言から明らかになっている。

## 批判と反響
2000年代以後、テレビや動画配信サービスの番組の多くがリアリティ番組に占められるようになり人気に衰えを見せないが、一方で、一般人の人生をのぞき見たりかき回したりするようなリアリティ番組は中身がなく低俗だとの批判も浴びている。
リアリティ番組がどこまでが「リアリティ（現実）」なのかについては強い批判がある。多くの番組は日常生活ではなく、秘境や閉鎖された部屋など非日常的な空間、歌手やスポーツ選手・経営者になるトレーニングなど非日常的な状況、巨額の賞金のかかったクイズ、筋書きのあるメロドラマ的展開など、およそ「リアリティ」とは遠いところを舞台としている。出演者は能力の限界を試され、普段出さない自分の姿を出させられている。こうした姿も「リアリティ」なのかどうかには議論がある。
また、こうした番組は編集の段階で多くの部分がカットされたり、時間を前後させてつなぎ合わされたりしており、実際に起こったこととは違うものを視聴者は見せられていることが多い。このため視聴者から叩かれた参加者の中には番組に対し「この編集では私が悪者のように見えてしまう」と抗議・反論する者もいる。
リアリティ番組にはやらせの疑惑も絶えない。視聴者からは、プロデューサーが事前に決めた筋書きに沿って参加者が動いているのではないかという疑念を持たれている。若手ファッションデザイナーに密着し私生活や友人関係を追ったと称する『The Hills』はその最たるものである。例えば若手シェフが勝ち残りを競う『ヘルズ・キッチン〜地獄の厨房』の第2シーズンでは、参加者が作った料理をふるまわれる客は実は役者ではないかという疑念が上がった。西部全米脚本家組合の委員長であるダニエル・ペトリ・ジュニアは2004年に、「リアリティ番組には台本がないといううたい文句だが、私は台本があることを知っている。番組側は、番組の出来事は全部偶然でありこれがリアリティなのだという幻想を殺さないために、脚本家のことを脚本家と呼びたくないのだろう」と語っている。放送局やプロデューサーが番組制作費を抑えるために、リアリティ番組の脚本家に対しては、全米脚本家組合が定めたレベルの報酬も払われていないし組合を介した労使交渉もできていないという。
実際にやらせであることを明らかにした番組も存在する。2007年6月、オランダで『De Grote Donorshow』（すばらしいドナーショー、De Grote Donorshow）というリアリティ番組が放送されることが事前に発表された。この番組では3人の腎臓病患者から視聴者投票で1人が選ばれ、余命わずかな女性から提供を受けた腎臓が贈られるというもので、ヨーロッパで放送の是非をめぐる論議を巻き起こした。しかし実際に放送された番組のラストで「これは臓器移植問題に関心を持ってもらうためのやらせであり、患者は本物だがドナーの女性は俳優である」ことが明らかにされた。製作者側も参加者の勝ち抜き過程などを透明化するなどやらせの起こらない状況を作る努力を払っている。
視聴者投票を伴うリアリティ番組が世界各地に広まるにつれ、民主主義的な政治の行われていない権威主義的な国の国民が、生まれて初めて重要な物事を決める投票を体験することになり、その政治的影響も注目されている。『ビッグ・ブラザー』の汎アラブ版は未婚の男女が共同生活することや赤裸々さから社会に衝撃を与えた。また中国版『ポップアイドル』といえる『超級女声』が、2005年のシーズンにおいて4億人の視聴者を得て800万票の投票が殺到するセンセーションを起こした後、政府系英字新聞のペキン・デイリーは「超級女声は民主主義への圧力なのか?」と題する記事を一面に載せている。『超級女声』は低俗であり青少年に悪影響を与えるとの非難が政府関係者からも視聴者からも寄せられ、2006年のシーズンで放送を終了した。
欧米の自動車レストア番組はリアリティ番組形式が主流であるが、『名車再生!クラシックカー・ディーラーズ』は出演者の対立などリアリティ番組に多い要素を排し、レストア作業の内容を細かく描写することに主眼を置くことで差別化を図っているなど、リアリティ路線から距離を置くことで人気を保っている番組もある。

### 出演者に対する中傷、および出演者の自殺
リアリティ番組に出演した参加者の中には、一夜にして人気者になる者もいる一方、視聴者の憎悪や嘲笑を集め悪い意味で有名になってしまう者も多数いる。中には番組内容を巡るトラブルが出演者の自殺に発展するケースも起きている。
リアリティ番組の初期の人気作である『サバイバー』シリーズの元祖であり、スウェーデンで放送された『エクスペディション・ロビンソン』の、1997年に放送された第一シーズンですでに自殺者が発生している。第一回目の視聴者投票で退出を宣告された34歳男性は、無人島から帰って1か月後に列車が走る線路に体を横たえて自殺した。未亡人はこの番組のルールが自殺者をもたらしたとして放送中止を訴えたが、第1シリーズは多くの視聴者の抗議や、「ファシスト番組」「いじめ番組」と番組を呼ぶマスコミの批判の中で完走し、参加者から多くの有名人を生み出した。『サバイバー』シリーズは、フランス版の『コー・ランタ』でも2013年に心臓麻痺による死者が出た折に、同行していた医師に対する誹謗中傷が繰り返された。それを苦に医師が自殺し、出演者をサポートする医師や心理学者などによる医療体制が手薄だったことが指摘された。フランスではこれ以前にもリアリティー番組の出演者が番組終了後に自殺未遂や自殺をした例が複数あり、視聴覚最高評議会のメンバーもリアリティー番組に対する監視体制の強化が必要だと主張している。
アメリカ合衆国においては2004年から16年にかけ、少なくとも21人の出演者が自殺したとされている。
2016年から放送されているイギリスの恋愛リアリティ番組『ラブ・アイランド』では、2018年に放送後にインターネット上で誹謗中傷を受けた出演者1人が自殺、番組中で恋人となった出演者1人も自殺しており、2019年には番組上で語られる自分と本来の自分とのギャップに苦しみ、胸の内を語った後に自殺している。この時は、リアリティ番組の出演経験者からメンタルヘルスのサポートの義務化を要望する声が寄せられたという。
韓国において2011年から放送されていたお見合い番組『チャク』では、2014年、女性出演者が自殺し、番組が打ち切りとなった。番組ではカップルが成立しなかった出演者を心身共に傷つける演出がなされており、女性は自殺する直前に「放送されたら韓国では生きていけないと思う」と電話で話していた。
2020年5月、フジテレビとイースト・エンタテインメントが制作しNetflixや地上波などで配信・放送されていた日本のリアリティ番組『テラスハウス』に出演していたプロレスラーの木村花が死亡する事件が発生した。生前、木村がインターネット上で番組内での言動に対して批判が寄せられていたことから、インターネット上での誹謗中傷の問題とともに、リアリティ番組そのものの危うさにも注目が集まり、他国の類似事例も取り上げられた。
精神科医の松本俊彦は朝日新聞の記事の中で、「番組の出演者が非難を浴びると、『素の自分』を否定されていると受け止めやすくなる可能性がある」と指摘し、目立つことに慣れていない人が匿名の人物からの攻撃を「世界中のすべての人からの攻撃」だと考えてしまうと話している。同じく精神科医の斎藤環は出演者のこれまでの自殺の事例をあげ、リアリティ番組を「現代によみがえった円形闘技場（コロシアム）」と述べている。台本が無かったとしても全てが自然体・偶然まかせではあり得ず、出演者は特定の状況において特定のキャラクターとして反応させられる「労働負荷の高い感情労働」を強いられるという。俳優であれば一つの仮面を被ったに過ぎないと自他ともに認められるが、演技をすることを許されず『生の感情』を消費された出演者はそのキャラクターが日常生活にもついて回ることになる。その結果、「感情のやりとりで流す血は、俳優のそれは血糊だが、ショーの出演者の流す血は限りなく本物に近い」「あえてキャラと自身の区別がつきにくくなるような演出を強いられれば、SNS上に殺到する批判が『リアルな自分』を殺そうとしていると感じたとしても不思議はない」としている。
また、ABEMA制作のリアリティ番組『オオカミくんには騙されない』シーズン1のプロデューサーを務めたテレビマンユニオンの津田環も「制作サイドが出演者の感情の起伏を利用して『誘導』し、出演者がそれに応えようとする側面がある。リスクの矢面に立つのは常に出演者だが、多くの現場でケア体制が整っていない」と同じ記事の中で指摘している。
多くの恋愛リアリティーショーを手掛けるABEMAでは誹謗中傷、風評被害に関する出演者用の窓口を同年5月27日に設置した。なお、フジテレビは同年5月27日に『テラスハウス』について、同シーズンの制作中止（打ち切り）を発表している。

## リアリティ番組を題材とした作品
- 『ニューヨークの王様』 - 1957年のチャールズ・チャップリン監督・主演の映画。主人公の国王が隠しカメラによるドッキリの手法によって知らないうちに否応なくテレビに巻き込まれていく展開は、後のリアリティ番組の傾向に共通するものと指摘されている[42]。
- 『危険の報酬』 - 1958年のロバート・シェクリイの小説。人々が自分を殺そうとするのを1週間回避すれば多額の賞金が得られるというテレビ番組に出演することになった男の話であり、リアリティ番組の出現を予見したものと言える。
- 『48億の妄想』 - 1965年の筒井康隆の小説。日本の至る所にテレビカメラが取り付けられ、人々がみなカメラの向こうで観ているテレビ局や視聴者を意識して振舞う社会を描く。
- 『おれに関する噂』 - 1972年の筒井康隆の小説。テレビのニュース・アナが突然平凡なサラリーマンである主人公のことを報道し始め、他のマスコミも噂を書きたてる[43][44]。
- 『ネットワーク』 - 1976年の映画。視聴率至上主義の放送局で、首を言い渡されたキャスターが番組内で自殺予告をし、逆に人気が上がる様を描く。テレビ局は彼を人気司会者に祭り上げる一方、過激派相手に破壊活動を中継する番組製作を持ちかける。
- 『火の鳥 生命編』 - 1980年の手塚治虫の漫画。22世紀の日本が舞台。高視聴率の獲得を目論むテレビプロデューサーが、クローン人間を殺しても罪に問われないという（作品内の）法律の抜け穴を利用し、視聴者参加型の殺人番組を企画する。
- 『バトルランナー』（1982年の小説）・『バトルランナー』（1987年の映画） - 独裁政権が支配する未来のアメリカを舞台とし、1ヶ月の間国民の追跡の手を逃れてアメリカ国内を逃げ回ることに成功すれば多額の賞金を手にできるという生死をかけたゲームに平凡な男が挑む。映画版では犯罪者と処刑人たちが殺し合う人気テレビ番組に出演させられた政治犯の主人公が登場する。
- 『トゥルーマン・ショー』 - 1998年の映画。生まれてこの方、本人に知らされないままその生活ぶりを24時間生放送され続ける主人公を描いたもの。
- 『シリーズ7/ザ・バトル・ロワイアル』 - 2001年の映画。出演者同士が殺しあう架空のリアリティ番組の第7シーズンを舞台としたもの。
- 『世にも奇妙な物語 秋の特別編』「仇討ちショー」 - 2001年のテレビドラマ。家族を殺された遺族が加害者を殺すまでの様子を生中継するというリアリティ番組の体裁をとっている。
- 『アメリカン・ドリームズ』 - 2006年の映画。合衆国大統領が『アメリカン・アイドル』風の架空のオーディション番組のゲスト司会者として出ることから起こる騒動を描く。
- 『スラムドッグ$ミリオネア』 - 2008年の映画。インド版『フー・ウォンツ・トゥ・ビー・ア・ミリオネア』で次々に正解を出して勝ち進んだものの、あまりの勝ちぶりに不正を疑われ取り調べを受けたスラム街育ちの青年が語る半生の話。
- 『ハンガー・ゲーム』（2008年の小説）・『ハンガー・ゲーム』（2012年の映画） - 文明崩壊後のアメリカを舞台とし、首都の富裕層のために、各地方代表の少年少女らがテレビ中継される中で最後の一人になるまで殺し合いをするゲームに参加させられる様を描く。
- 『美男高校地球防衛部LOVE!』 - 2015年のテレビアニメ。外宇宙生命体の地球征服の理由が『地球滅亡できるかな!?』という番組を作るためでディレクターによって仕組まれていたことがクライマックスで明かされる。
- 『リアリティZ（英語版）』 - 2020年のブラジルのドラマ。ゾンビの発生でパニックになる中、リアリティ番組収録中のセットに籠城した出演者とスタッフが脱落させ合い、一人また一人とゾンビになってゆく。2008年のイギリスのドラマ『デッド・セット (ドラマ)（英語版）』のリメイク。
- 『【推しの子】』 - 『週刊ヤングジャンプ』で連載された漫画作品（2020年 - 2024年）、およびそれを基にしたアニメ作品（2023年 - 2024年）。主人公が出演する番組『今からガチ恋始めます』制作時に起こった事件がネットで大きな反響を呼び、当事者を追い詰めていく[45]。